# Музей Гране
Музей Гране (фр. Musée Granet) — музей искусства и археологии во Франции, в городе Экс-ан-Прованс, созданный в 1849 году уроженцем города живописцем Франсуа Мариусом Гране. С 1949 года музей носит его имя. В 2011 году музей посетило 177 598 человек.

## История
Первый музей был основан в 1838 году в зданиях, ранее принадлежавших монастырю и церкви Сен-Жан-де-Мальт (Святого Иоанна Мальтийского). Коллекция в основном состояла из древностей, собранных Форисом де Сен-Венсаном в конце XVIII века. В 1849 году Франсуа Мариус Гране завещал родному городу все имевшиеся у него картины и рисунки. Из числа рисунков, согласно условиям завещания, двести были отобраны для Лувра. Крыло Гране" строилось с 1860 года. Второе здание было пристроено после 1870 года, затем третье в 1900 году, а весь музей был значительно расширен около 1940 года.
Музей по-прежнему имеет общий сад с церковью. Перед международной выставкой 2006 года, посвящённой столетию со дня смерти живописца Поля Сезанна, уроженца города, музей был реорганизован, а здания отреставрированы.
Коллекции пополнялись за счёт различных пожертвований. Из-за нехватки места большая археологическая коллекция, включающая множество недавно открытых артефактов античного искусства, будет представлена в новом музее, который все еще находится на стадии планирования. Картинная галерея Музея Фабра содержит картины Жана Огюста Доминика Энгра (среди которых монументальная «Юпитер и Фетида»), подлинный автопортрет Рембрандта и работы Антониса Ван Дейка, Поля Сезанна, Альберто Джакометти и Николя де Сталя.
В июне 2011 года в Музее Гране открылась первая часть коллекции Фонда Жана и Сюзанны Планк, содержащая более 180 произведений искусства. Это наследие швейцарского художника и коллекционера произведений искусства Жана Планка, личного друга Пабло Пикассо, было передано в дар городу на пятнадцать лет. Коллекция содержит более трёхсот произведений искусства, включая картины и рисунки Дега, Ренуара, Гогена, Моне, Сезанна, Ван Гога, Пикассо, Пьера Боннара, Пауля Клее, Фернана Леже, Джакометти и Дюбюффе. Открытие коллекции состоялось в 2013 году.